# Gabriel Baldrich
Gabriel Baldrich (Melilla, 1915 - La Línea de la Concepción, 24 de septiembre de 1998) fue un escritor, poeta y periodista español.  

## Biografía
Nació en Melilla en 1915, pero siendo muy joven se instaló en La Línea de la Concepción, ciudad gaditana en la que  murió.
En Madrid, mientras estudia Medicina, le sorprendió la guerra civil, donde resulta herido, por lo que se le trasladó a Alicante, ciudad en la que conoce a Miguel Hernández. Después de la contienda pasa cuatro años de cárcel y dos de batallón disciplinario. 
Baldrich publicó con Miguel Hernández y Leopoldo de Luis el poemario Versos en la guerra. Trabajó durante varios años en Diario SUR de Málaga, conociendo a buena parte de los personajes más importantes de la sociedad, la cultura y la política de su época. Como escritor de canciones destaca "Española y gaditana", a la que puso música Rafael Jaén y que es el himno de la Línea. Sus lieder llegaron al Carnegie Hall en la voz de Montserrat Caballé y se oyeron también en el Convent Garden de Londres. Otras divas que han cantado sus letras han sido María Bayo, Marussa Xyni y Carmen Sinovas. En 1992 publicó el poemario "Cartas sin respuesta posible" dedicado a Miguel Hernández. En sus últimos años escribió teatro, publicando "Conejo en salsa para un poeta" y "¡El telón, el telón!" en la editorial Castillejo de Sevilla tras ganar un primer premio regional convocado por la compañía Talía de la Farándula, que escenficó además las obras. Su pieza "Un viento de pena" fue estrenada en Cádiz, posteriormente montada por Talía de la Farándula en Sevilla y ya muerto el autor, dentro de unos actos de homenaje, José Manuel Serrano Cueto, que se encargara de la primera escenificación, volvió a llevarla a los escenarios. Esta pieza se encuentra publicada en la revista cultural Unicornio.
Es hijo adoptivo de La Línea de la Concepción, ciudad en la que se le considera uno de sus ciudadanos ilustres. En esa ciudad muere el 24 de septiembre de 1998.

## Obra publicada
- Versos en la guerra (Alicante, Socorro Rojo Internacional, 1938);
- Tenías razón, capitán (Madrid, Aguilar, 1955);
- Cartas sin respuesta posible (Sevilla, Alfar, 1992);
- Conejo en salsa para un poeta/¡El telón, El telón! (Sevilla, Castillejo, 1997);
- Un viento de pena (Cádiz, Revista Unicornio, 1999).